# Mogiły haremu

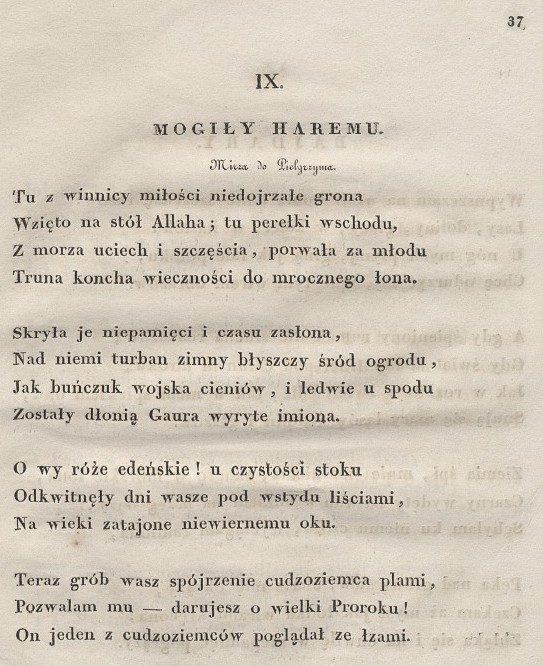
Mogiły haremu w pierwodruku „Sonetów Adama Mickiewicza” z 1826 roku

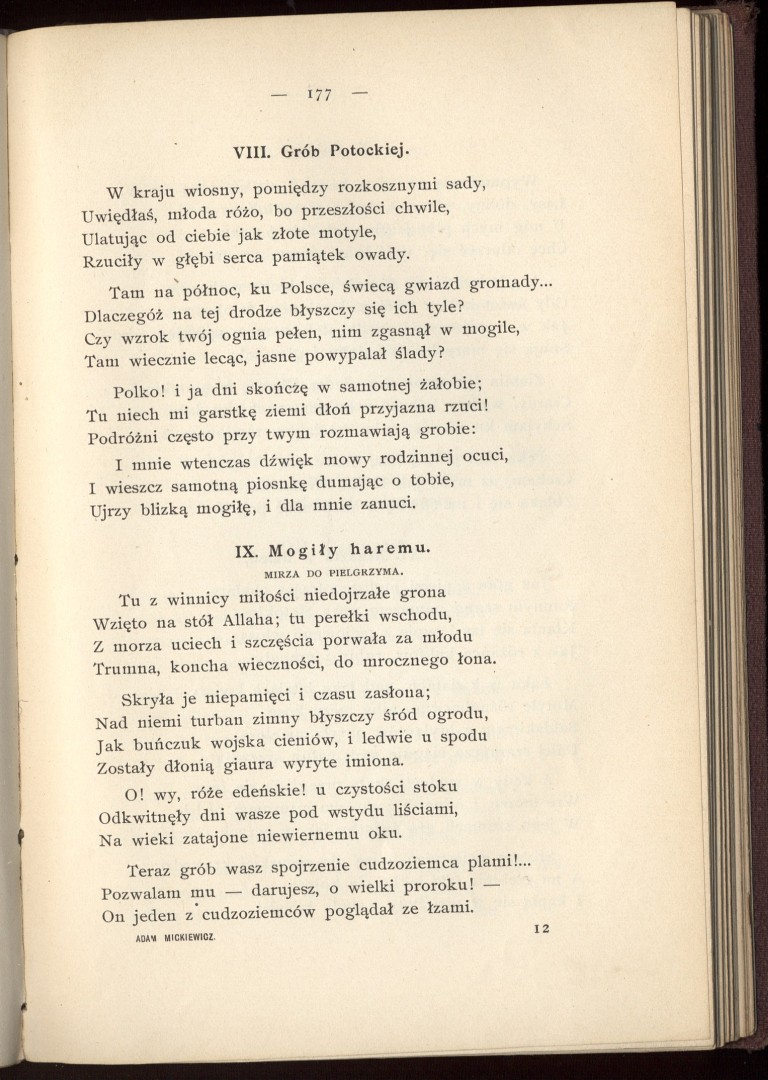
Mogiły haremu w tomie 1 zbioru „Poezye Adama Mickiewicza” z 1899 roku

Mogiły haremu (incipit Tu z winnicy miłości niedojrzałe grona) – dziewiąty sonet z cyklu sonetów krymskich autorstwa Adama Mickiewicza. Po raz pierwszy został opublikowany w 1826 roku, natomiast dokładna data powstania poematu nie jest znana.

## Treść sonetu
Dziewiąty sonet z cyklu został zainspirowany został zwiedzaniem ogrodów opuszczonego pałacu chanów krymskich w Bakczysaraju. Treść tego sonetu została oparta na obrazie cmentarza chańskiego, który został zredukowany jedynie do słupów nagrobnych dziewcząt z haremu, na których umieszczono turbany oraz wyryto napisy. Sonet utrzymany jest całości w stylu orientalnym, podkreślonym metaforami w pierwszym czterowierszu i odpowiednim doborem słów w kolejnych wersach. Pierwszych dwanaście wersów na za zadanie wywołanie emocji oraz filozoficznej refleksji nad losem pochowanych tam dziewcząt, poprzez zestawienie takich słów jak młodość, piękno, szczęście ze słowami trumna, wieczność, mrok, niepamięć. W ostatnim trójwierszu obraz pielgrzyma (jedno z wcieleń Krymskiego Pielgrzyma, człowieka o gorzkiej i skomplikowanej przeszłości, świadomego wyobcowania i samotności, który jednak zachował poznawczą ciekawość świata), utożsamiany z podmiotem lirycznym, którego obecność została zaznaczona w podtytule sonetu, pojawia się pełny współczucia w słowach Mirzy.

## Objaśnienia poety
„Mogiły Haremu” – W roskosznym ogrodzie, wśród wysmukłych topoli i drzew morwowych stoją grobowce z białego marmuru Hanów i Sułtanów, ich żon i krewnych; w pobliskich dwóch budowach leżą truny zwalone bez ładu; były one niegdyś bogato wybite, dziś stérczą nagie deski i szmaty całunu. 
„Nad niemi turban zimny” – Muzułmanie nad grobami mężczyzn i niewiast stawią kamienne zawoje innego dla obu płci kształtu. 
„Dłonią Gaura wyryte imiona” – Gaur znaczy „niewierny.” Tak Muzułmanie nazywają chrześcijan. 

## Miejsce w cyklu
Sonet Grób Potockiej zgodnie z podziałem Władysława Folkierskiego oraz Czesława Zgorzelskiego jest czwartym sonetem z czterech opisujących ruiny Bakczysaraju (Bakczysaraj, Bakczysaraj w nocy, Grób Potockiej, Mogiły Haremu). Natomiast zgodnie z podziałem Juliusza Kleinera utwór jest czwartym z czterech sonetów podróżniczych (Bakczysaraj, Bakczysaraj w nocy, Grób Potockiej, Mogiły Haremu).

## Analiza wersyfikacyjna
Sonet jest napisany trzynastozgłoskowcem i zbudowany zgodnie z zasadami budowy sonetu poezji prowansalskiej oraz zasadami stosowanymi przez Petrarkę (czternastowierszowa struktura sonetu podzielona na dwa czterowiersze i jeden sześciowiersz), przy użyciu wyłącznie rymów żeńskich, padających na istotne dla treści sonetu słowa. W dwóch pierwszych czterowierszach układ rymów jest abba abba, na zgodnych rymach, natomiast w sześciowierszu, rozkładającym się na dwa trójwiersze, cdc dcd. Struktura wersyfikacyjna sonetu jest zgodna z jego strukturą wewnętrzną, dwóm pierwszym czterowierszom, będącym zamkniętymi całościami składniowymi, przeciwstawia się ostatni sześciowiersz, obejmujący czterowiersz z finałem dwuwierszowym, dla wzmocnienia puenty.

## Powstanie sonetu
Najprawdopodobniej wszystkie autografy sonetów Mickiewicza znajdowały się w albumie należącym do Piotra Moszyńskiego. Album ten, jak i kopia wykonana przez Bronisława Gubrynowicza, zaginęły po 1945 roku, w związku z czym nie można ustalić dokładnej daty jego powstania. Zgodnie z informacjami umieszczonymi w napisanej przez Władysława Mickiewicza przedmowie do tomu 1. paryskich „Dzieł” Mickiewicza sonety przed ich wydaniem zostały ocenzurowane przez Michaiła Kaczenowskiego, profesora Uniwersytetu Moskiewskiego, który dokonał mało znaczących poprawek oraz nie wyraził zgody na publikację jednego sonetu pod tytułem Czołobitność, z którego treści zachowały się tylko dwa wersy.

## Współczesna recepcja
Sonety krymskie w momencie ukazania się drukiem wywołały burzliwą dyskusję i niejednoznaczne oceny. Najostrzejszym ich krytykiem był Kajetan Koźmian, który w liście do Franciszka Morawskiego użył na ich określenie terminu paskudztwo, negatywnie oceniał je również Franciszek Salezy Dmochowski, natomiast pozytywnie oceniali je m.in. Maurycy Mochnacki oraz Teodozy Sierociński. Przeciwnicy uważali język sonetów za niewłaściwy, z powodu orientalizmów oraz odstępstw od norm języka literackiego, kwestionowali również formę sonetu jako nieodpowiednią dla tematu. Zwolennicy zauważyli, że cykl sonetowy stanowi romantyczny odpowiednik poematu opisowego, stanowiąc zwartą kompozycyjną całość.